# Chickenman (Radioserie)
Chickenman war eine amerikanische Radioserie, die von Dick Orkin (1933–2017) geschaffen wurde und Comic-Helden parodierte, inspiriert von der Batman-TV-Serie Mitte der 1960er Jahre. Die Serie wurde 1966 auf dem Radiosender WCFL in Chicago ins Leben gerufen und wurde dann während des Vietnamkrieges weithin syndiziert, insbesondere im Armed Forces Radio. In der öffentlich-rechtlichen Radiosendung This American Life hieß es: „Chickenman war von 1966 bis 1969 das erste Mal im Radio zu hören; fast jeden Tag gab es eine neue Episode. Die Episoden sind jeweils etwa ein oder zwei Minuten lang. Die das Programm verbreitete sich auf über 1500 Radiosender“.
In der Serie verbringt Benton Harbor, ein Schuhverkäufer in einem großen Kaufhaus in Midland City, seine Wochenenden damit als das sagenhafte Huhn Chickenman die Herzen von Kriminellen überall in Angst und Schrecken zu versetzen, oder zumindest erzählt er das allen. In Wahrheit lungert er meistens im Büro des Polizeikommissars herum und nervt die Sekretärin des Kommissars, Miss Helfinger.
Jede Episode beginnt mit einem überzogen dramatischen Thema, einem vierstimmigen Trompetenklang, der von Benton Harbors „Buck-buck-buck-buuuuuck“-Hühnerruf widerhallt, gefolgt von einem mitreißenden Schrei „Chicken-mannnn!“ und Stimmen, die rufen: „He’s everywhere! He’s everywhere!“  Dieser Slogan wurde zu einem einprägsamen Schlagwort, vor allem weil er am Ende jeder Episode, zweieinhalb Minuten später, noch einmal wiederholt wird.
In der Mitte der Serie, 1973, fügte Orkin spezielle Wochenend-Episoden mit dem Titel Chickenman vs. the Earth Polluters hinzu. 1976 wurde eine spezielle LP von Orkin und Bert Berdis erstellt: Chickenman Returns, und eine aktualisierte Radioshow 1977, Chickenman Returns for the Last Time Again.

## Geschichte
Chickenman wurde 1966 von Dick Orkin geschaffen, der damals Produktionsdirektor bei der WCFL in Chicago war. Der Programmdirektor von WCFL, Ken Draper, ließ sich vom Erfolg der Batman-Fernsehshow inspirieren und bat Orkin, ein zweieinhalbminütiges Comedy-Feature mit einer ähnlichen „Camp“-Atmosphäre zu entwickeln.
In einem Artikel aus dem Jahr 1996 erklärte Orkin: „Mir war nie klar, was ‚Camp‘ bedeutete, außer dass es wohl etwas mit der Ehrwürdigkeit absoluter Werte zu tun hatte, die, wenn man sie auf irrationale Grenzen ausdehnte, einfach nur albern wurde ... Gott sei Dank hatte ich nicht gewusst, dass ‚Camp‘ später als eine literarische Technik angesehen wurde, sonst wäre mir das nicht gelungen.“
Orkins Chickenman-Serie war Teil der von Jim Runyon moderierten Late Morning Show. Orkin spielte die männlichen Figuren, darunter Benton Harbor und Polizeipräsident Benjamin Norton. In einem Interview gab Orkin 1992 zu, dass Bentons Figur „ein bisschen Pappkarton“ sei, und widerlegte die Gerüchte, Benton ähnele in etwa Orkins eigener Figur: „Das ist natürlich Unsinn. Die Ähnlichkeit ist nicht einmal annähernd grob. Es ist präzise.“
Die weiblichen Charaktere in der Show wurden von Jane Roberts, einer Theaterschauspielerin aus Chicago, die bei der WCFL als Verkehrsreporterin arbeitete, dargestellt. „Sie hörte die städtischen Verkehrskanäle ab und koordinierte die Informationen für die Ausstrahlung auf der WCFL“, erinnert sich Orkin. „Sie hatte eine ziemlich heisere, sexy Stimme und spielte sich selbst als Trooper 36-24-36. Jane war das einzige 'weibliche' Talent, das mir zur Verfügung stand. Und sie war die Beste bei dem, was sie tat.“ Zu Roberts’ Figuren gehörten die fast unerschütterliche Miss Helfinger, Chickenmans Mutter Mildred Harbor, die älteste Freundin seiner Mutter, Emma Leckner, und Emmas attraktive - und immer noch alleinstehende - Tochter Sadye.
Runyon übernahm die Erzählung, einschließlich einer Schlusskennung für jede Episode, die denkwürdig mit einem erstaunten „Well-l-l-l-l“ begann. Laut Orkin „war Jim unglaublich, er würde für jede Episode ein Ende festlegen“. Jim machte die Arbeit unterhaltsam und lustig - weil wir nie wussten, was er sich ausdenken würde. Sein großes Ziel war es, uns am Ende auseinander zu treiben und uns zum Lachen zu bringen.
Zu Chickenmans Schurkengalerie gehören der Choker, der Hummer, der Chicken-Plucker, die Hundedame, Big Clyde Crushman, die Bärendame, der Very Diabolical Rodney Farber (ein Spielkamerad aus der Kindheit, der Benton Harbor nie verzieh, dass er an einem Weihnachtstag seinen roten Wagen zerbrach) und das Pärchen von SHTICK (Secret Henchmen To Injure Crime Killers, Geheime Handlanger, die Verbrechensbekämpfer verletzen).  Benton Harbor neigt zu Spoonerismen wie „I shall not rest while (c)rime runs (c)rampant in the streets of Midland City. (Etwa: Ich werde nicht ruhen, solange der Reif (Verbrechen) in den Straßen von Midland City krampft (grassiert))“.
Chickenman durchstreift Midland City auf der Suche nach Kriminellen in seinem gelben Verbrechensbekämpfungswagen, der passenderweise als Chicken Coupé bekannt ist. Er hat ein geheimes Hauptquartier, die Chicken Cave, die durch eine Falltür in seinem Schlafzimmerschrank zugänglich ist. Zu seiner Bewaffnung gehört die Geshtunkana-Strahlenpistole, die nicht tödlich ist, sondern das Opfer 24 Stunden lang „geshtunkana“ macht. Wenn Chickenman beschäftigt ist, springt seine Mutter Mildred als „the Maternal Marauder“ ein, manchmal auch als „the Masked Mother“ bekannt.
Als die Popularität der Show wuchs, gründete Orkin eine Produktionsfirma: „Ich wollte die Chickenman-Serie nur zwei Wochen lang laufen lassen - aber offensichtlich ging es viel länger - sie dauerte vier oder fünf Monate. Plötzlich kam eine Syndizierungsfirma aus Texas und fragte, ob sie das Programm landesweit vertreiben könnten. Natürlich sagten wir“ja„. Daraufhin gründeten wir beim Sender eine richtige Firma, um die Serie weiter zu produzieren. Chickenman wurde unter dem Label des Senders für die nächsten fünf Jahre produziert, dann kaufte ich die Serie, kurz bevor ich WCFL Anfang der 1970er Jahre verließ. Ich produzierte und syndizierte sie weiterhin alleine“.

## Spinoff series
Es gab eine Folgeserie mit dem Namen Amazon Ace, die unter dem Namen Camp Associates produziert, aber von SPOT Productions vertrieben wurde, die Firma, die auch Chickenman vertrieben hatte.
1973 wurde die Serie von Orkins Produktionsfirma als „Chickenman vs. the Earth-Polluters“ wiederbelebt, eine ökologische Serie, in der der „Fearless Feathered Fighter“ gegen die Umweltverschmutzung in Midland City kämpft und die BEAK-Patrol (Beautiful Earth & Air Keepers) organisiert. Insgesamt wurden 52 Episoden aufgenommen.
1977 produzierte Orkin Chickenman Returns for the Last Time Again. Der „Wonderful White-Winged Warrior“ spürt, dass die Zeit an ihm vorbeigegangen ist, und er beschließt, eine Schule für Verbrechensbekämpfung zu eröffnen, um seinen Kreuzzug fortzusetzen. Es gibt jedoch nur einen Schüler: Leon Cablemouth (gespielt von Orkins damaligem Partner Bert Berdis). Orkin und Rich Koz sind Co-Autoren mehrerer Episoden, von denen es insgesamt 65 gibt.
1995 holte Orkin Chickenman aus dem Ruhestand für eine Tribute-Folge zum 30-jährigen Jubiläum auf Poultry Slam 1995, Episode 3 der öffentlichen WBEZ-Radiosendung This American Life (damals Your Radio Playhouse). In „Chickenman Challenges a Fate Named Frank“ merkt Benton Harbor, dass er älter wird, und geht zum Arzt, der ihm sagt, dass sein Cholesterinspiegel hoch ist und er aufhören sollte, ein Superheld im Kampf gegen das Verbrechen zu sein. Chickenman geht zu einer Arbeitsvermittlung, aber alle verfügbaren Jobs sind körperlich noch anstrengender als die Verbrechensbekämpfung, mit Ausnahme eines Serviettenfalters in einem neuartigen italienisch-chinesischen Restaurant. Er versucht es bei einem Geriatrieberater, der ihm empfiehlt, in eine Superhelden-Ruhestandsgemeinde zu ziehen. Konfrontiert mit diesen enttäuschenden Optionen riskiert Chickenman alles und fordert die Schicksal heraus. Die Geschichte wiederholte sich im nächsten Jahr im Poultry Slam 1996, als This American Life auf nationaler Ebene syndiziert wurde.

## Rebroadcasts
Chickenman-Episoden werden regelmäßig im American Forces Radio and Television Service (AFRTS) gesendet, insbesondere auf Sendern, die für Einsatzkräfte außerhalb des US-amerikanischen Festlands senden. Er erschien erstmals während des Vietnamkriegs auf AFRTS. Über den auch in Deutschland populären AFN wurde die Sendung auch hier bekannt.
Chickenman wurde in mehr als 3000 Städten in den USA, Kanada, Australien und weltweit über Armed Forces Radio ausgestrahlt ist auch heute noch in den englischsprachigen Ländern Kanada, Australien, Neuseeland, Großbritannien zu hören. Sie ist damit die am längsten laufende Radioserie aller Zeiten. Chickenman (52 Wochen mit Episoden) wird auch heute noch in mehreren Sendern ausgestrahlt und ist vor allem auf Oldie- und zeitgenössischen Formaten zu hören.
1992 erwarb das Museum of Television & Radio (heute The Paley Center for Media) die komplette Sammlung von Chickenman-Episoden für sein Archiv. Eine Zusammenstellung der Episoden steht den Museumsbesuchern zum Anhören zur Verfügung.

## Veröffentlichungen
2001 veröffentlichte Dick Orkin's Radio Ranch Chickenman Can't Fly! 100 Folgen auf vier CDs.
Im Jahr 2003 veröffentlichte Radio Ranch The Original, Complete & Unexpurgated Story of Chickenman, 273 Episoden in einem 14-CD-Set. Das Set umfasst die Originalfolgen von 1966 und die Serie Chickenman vs the Earth Polluters von 1973 sowie Sender-Promos und zwei CDs mit Hinter-den-Kulissen-Interviews mit Orkin und Toningenieur Mike King. (Das CD-Set enthält nicht die 65 Episoden der Serie  Chickenman Returns for the Last Time Again aus dem Jahr 1977).
2009 ging Orkins Syndikationsunternehmen, das Chicago Radio Syndicate, eine Partnerschaft mit BFM Digital ein, um die 273 Episoden zum digitalen Download auf iTunes und Amazon zu veröffentlichen.